# Miehikkälä
Miehikkälä è un comune finlandese di 1791 abitanti, situato nella regione del Kymenlaakso.